# Muscicapa aquatica
El papamoscas palustre (Muscicapa aquatica) es una especie de ave paseriforme de la familia Muscicapidae propia de los humedales del África subsahariana. 

## Distribución y hábitat
Se encuentra en los pantanos, riberas y demás humedales de África occidental, el norte de África central y la región de los Grandes Lagos.